# Rissprüfung
Die Rissprüfung bezeichnet verschiedene Verfahren, mit denen Risse in Bau- oder Konstruktionselementen, die eine statische, dynamische, abschirmende oder mechanische Funktion erfüllen sollen, aufgespürt und beurteilt werden können.

## Anwendungsbereiche
Die zerstörungsfreie Rissprüfung dient zur Qualitätssicherung, hauptsächlich an sicherheitsrelevanten und folgekostenintensiven Bauteilen. So fordert die Industrie immer häufiger zur Gewährleistung steigender Qualitätsstandards die zerstörungsfreie Material- bzw. Rissprüfung an Serien- und Einzelbauteilen.
Zu den sicherheitsrelevanten Bauteilen gehören u. a. Brücken, Druckbehälter, Pipelines und zahlreiche Fahrzeugteile wie Radaufhängungen, Achsen und Teile der Bremsen oder auch Lenkungsteile an PKW, LKW, Motorrad, Zügen bzw. Flugzeugen. Grundsätzlich wird geprüft, wo Risse als Sollbruchstellen vorhanden sein könnten.

## Methoden
Die gängigsten Methoden der Rissprüfung sind:
- Sichtprüfung (Farbeindringverfahren)
- Magnetpulverprüfung (Fluxen)
- Wirbelstromprüfung
- Ultraschallprüfung
- Durchstrahlungsprüfung (Röntgen)
- 3D Computertomografie
- Digitale Radiografie
- Endoskopie
- Thermografie
- Klangprobe